# Prudká
Prudká je samota v údolí Svratky mezi Doubravníkem a Boračí, v Hornosvratecké vrchovině, v přírodním parku Svratecká hornatina. Název patrně pochází od slova prutka, což je lidové označení hamru zpracovávajícího železo, který fungoval zřejmě již před rokem 1740. Stála zde také huť s dřevouhelnou vysokou pecí, kde se zpracovával limonit, jenž byl těžen u Borače. V polovině 19. století huť zanikla, její areál koupil Carl Maxmilian Kopřiva, majitel papírenského provozu v Předklášteří, a přestavěl jej na papírnu, která zde byla v provozu do roku 2009.
K 1. lednu 2005 byla osada Prudká, jako součást obce Doubravník, společně s dalšími 23 obcemi převedena z okresu Žďár nad Sázavou (Kraj Vysočina) do okresu Brno-venkov (Jihomoravský kraj).
Po levém břehu Svratky vede kolem osady železniční trať Žďár nad Sázavou – Tišnov, která zde prochází skrz skalní masiv Doubravnickým tunelem. U něj je vybudována zastávka Prudká zastávka, ke které vede přes řeku památkově chráněná dřevěná krytá lávka. Nedaleko papírny se na trati nacházelo nákladiště Prudká (již v katastru Borače). Součástí osady je také rekreační středisko Prudká.
V nejbližším okolí Prudké se nachází přírodní rezervace Sokolí skála.